# Hypotrachyna subformosana
Hypotrachyna subformosana är en lavart som beskrevs av Hale ex Elix, T. H. Nash & Sipman. Hypotrachyna subformosana ingår i släktet Hypotrachyna och familjen Parmeliaceae.   Inga underarter finns listade i Catalogue of Life.